# Night Life
Az 1962-es Night Life Ray Price nagylemeze. Szerepel az 1001 lemez, amit hallanod kell, mielőtt meghalsz című könyvben.

## Az album dalai
|     | Cím                                   | Szerző(k)                 | Hossz |
| --- | ------------------------------------- | ------------------------- | ----- |
| 1.  | Introduction and Theme/ Night Life    | Breeland, Buskirk, Nelson | 6:48  |
| 2.  | Lonely Street                         | Belew, Sowder, Stevenson  | 3:01  |
| 3.  | The Wild Side of Life                 | Carter, Warren            | 2:59  |
| 4.  | Sittin' and Thinkin'                  | Rich                      | 2:47  |
| 5.  | The Twenty-Fourth Hour                | Price                     | 2:53  |
| 6.  | A Girl in the Night                   | Thompson                  | 2:49  |
| 7.  | Pride                                 | Stanton, Walker           | 2:39  |
| 8.  | There's No Fool Like a YoungFool      | Thomasson                 | 2:58  |
| 9.  | If She Could See Me Now               | Cochran                   | 2:42  |
| 10. | Bright Lights and Blonde Haired Women | Kirk                      | 2:26  |
| 11. | Are You Sure?                         | Emmons, Nelson            | 2:23  |
| 12. | Let Me Talk to You                    | Davis, Dill               | 3:05  |

## Közreműködők
- Ray Price – gitár, zenekarvezető, ének
- James Day, Jimmy Day, Ray Edenton, Buddy Emmons, Buddy Gene Emmons, Grover Lavender, Grady Martin, Darrell McCall, Johnny Paycheck, Herman Wade – gitár
- Byron Bach, Byron Bach, Brenton Banks, George Binkley III, Cecil Brower, Howard Carpenter, Lillian Hunt, Vernal E. Richardson, Lillian Vannhunt – hegedű
- Thomas Lee Jackson Jr. – vonós hangszerek
- Harold Bradley – basszusgitár
- Joe Zinken – akusztikus basszusgitár
- Floyd Cramer – zongora